# Ställighet
Ställighet eller aritet  till en funktion eller operator är inom matematiken det antal argument eller operander den tar.
Ofta talar man om en funktion av ett visst antal variabler. En sådan operator eller annan funktion kan beskrivas som ettställig (unär), tvåställig (binär), treställig (ternär), och så vidare. I vissa sammanhang, som inom universell algebra, betraktas konstanter också som nollställiga.